# Peter Schamoni
Peter Schamoni (27 de marzo de 1934 - 14 de junio de 2011) fue un director de cine alemán, productor, y guionista. Dirigió 35 películas entre 1957 y 2011. Su película de 1966 No Shooting Time for Foxes entró en el Festival Internacional de Cine de Berlín número 16, donde ganó un Premio Silver Bear Extraordinary Jury. Dos años después, fue miembro del jurado en el Festival Internacional de Cine de Berlín número 18. En 1972, su película Hundertwasser's Rainy Day estuvo nominada por el Premio Óscar por Mejor Documental Corto.

## Filmografía selecta
- No Shooting Time for Foxes (1966)
- Alle Jahre wieder (1967 - productor)
- Hundertwasser's Rainy Day (1971)

## Premios y distinciones
Premios Óscar
| Año  | Categoría              | Película | Resultado |
| ---- | ---------------------- | -------- | --------- |
| 1973 | Mejor documental largo | Manson   | Nominado  |

Festival Internacional de Cine de Berlín
| Año  | Categoría                                      | Película          | Resultado |
| ---- | ---------------------------------------------- | ----------------- | --------- |
| 1966 | Oso de Plata. Premio extraordinario del jurado | La veda del zorro | Ganador   |